# Augusto Boal
Augusto Pinto Boal (Rio de Janeiro, 16 de março de 1931 – Rio de Janeiro, 2 de maio de 2009) foi diretor de teatro, dramaturgo e ensaísta brasileiro, uma das grandes figuras do teatro contemporâneo internacional. Fundador do Teatro do Oprimido, que alia o teatro à ação social, suas técnicas e práticas difundiram-se pelo mundo, de maneira notável nas três últimas décadas do século XX, sendo largamente empregadas não só por aqueles que entendem o teatro como instrumento de emancipação política mas também nas áreas de educação, saúde mental e no  sistema prisional.
Nas palavras de Boal:
O Teatro do Oprimido é o teatro no sentido mais arcaico do termo. Todos os seres humanos são atores - porque atuam - e espectadores - porque observam. Somos todos 'espectatores'.
O dramaturgo é conhecido não só por sua participação no Teatro de Arena da cidade de São Paulo (1956 a 1970), mas sobretudo por suas teses do Teatro do oprimido.
Sua obra escrita é expressiva. Com 22 livros publicados e traduzidos em mais de vinte línguas, suas concepções são estudadas nas principais escolas de teatro do mundo. O livro Jogos Para Atores e Não Atores trata de um sistema de exercícios ("monólogos corporais"), jogos (diálogos corporais) e técnicas teatrais além de técnicas do teatro-imagem, que, segundo o autor, podem ser utilizadas não só por atores mas por todas as pessoas.
Foi vereador do Rio de Janeiro de 1993 a 1997.

## Família e estudos

Em 1958

Augusto Boal nasceu no subúrbio da Penha, Rio de Janeiro. Filho do padeiro português José Augusto Boal e da dona de casa Albertina Pinto, originários de Justes, Vila Real. Desde os nove anos  dirigia peças familiares, com seus três irmãos. Aos 18 anos vai estudar Engenharia Química na antiga Universidade do Brasil, atual UFRJ, e paralelamente escrevia textos teatrais.
Na década de 1950 enquanto realizava estudos em nível de Ph.D em Engenharia Química, na Columbia University, em Nova York, estuda dramaturgia na School of Dramatic Arts, também na Columbia, com John Gassner, professor de Tennessee Williams e Arthur Miller. Na mesma época,  assistia às montagens do Actors Studio.

## Teatro de Arena
Em 1956, Augusto Boal passa a integrar o Teatro de Arena de São Paulo, a convite de Sábato Magaldi e José Renato. O Arena tornou-se uma das mais importantes companhias de teatro brasileiras, até o seu fechamento, no fim da década de 1960.
Sua primeira direção é Ratos e Homens, de John Steinbeck, que lhe valeu o prêmio de revelação de direção da Associação Paulista de Críticos de Artes, em 1956. Seu primeiro texto encenado foi Marido Magro, Mulher Chata, uma comédia de costumes. Depois de uma série de insucessos comerciais e diante da  perspectiva de fechamento do Arena, a companhia decide investir em textos de autores brasileiros. Superando as expectativas Eles Não Usam Black-Tie, de Gianfrancesco Guarnieri, dirigido por José Renato, torna-se um grande sucesso, salvando o Arena da bancarrota. O  grupo ressurge, provocando uma verdadeira revolução na cena brasileira, abrindo caminho para uma dramaturgia nacional.
Para prosseguir na investigação de um teatro voltado para a  realidade do Brasil, Boal sugere a criação de um Seminário de Dramaturgia que se tornará o cenário de vários novos dramaturgos. As produções, fruto desses encontros, vão compor o repertório da fase nacionalista do conjunto nos anos seguintes. Sob direção de Boal o Arena apresenta Chapetuba Futebol Clube, de Oduvaldo Vianna Filho, 1959, segundo êxito nessa vertente.

## Arena e Oficina
Depois de dirigir, em 1959 A Farsa da Esposa Perfeita, de Edy Lima, Boal apresenta Fogo Frio, de Benedito Ruy Barbosa, A Engrenagem, adaptação dele e de José Celso Martinez Corrêa do texto de Jean-Paul Sartre.
Em 1961, Antônio Abujamra dirige um outro texto de Boal, José, do Parto à Sepultura, com os atores do Oficina, que estreia no Teatro de Arena. No mesmo ano, o espetáculo Revolução na América do Sul estreia, com direção de José Renato. Augusto Boal se torna um dos mais importantes dramaturgos do período.
Em 1962, o Arena inicia nova fase: a nacionalização dos clássicos. José Renato deixa a companhia e Boal torna-se líder absoluto e sócio do empreendimento. Encerra-se a vida de encenações dos textos produzidos no Seminário de Dramaturgia.
Em 1963 encena O Noviço, de Martins Pena e Um Bonde Chamado Desejo, de Tennessee Williams, no teatro Oficina, em colaboração com grandes artistas do teatro brasileiro, tais como o cenógrafo Flávio Império e Eugênio Kusnet, responsável pela  preparação dos atores. Ainda desta fase são O Melhor Juiz, o Rei, de Lope de Vega e Tartufo, de Molière, produções de 1964.
Depois do golpe militar, Boal dirige no Rio de Janeiro o show Opinião, com Zé Kéti, João do Vale e Nara Leão - depois substituída por Maria Bethânia). A iniciativa surge de um grupo de autores (Oduvaldo Vianna Filho, Paulo Pontes e Armando Costa) ligados ao Centro Popular de Cultura (CPC) da UNE, posto na ilegalidade. O grupo pretendia criar um foco de resistência política através da arte. De fato evento é um sucesso e contagia diversos outros setores artísticos. O Opinião 65, exposição de artes plásticas no Museu de Arte Moderna do Rio de Janeiro (MAM-RJ), surge na sequência, aglutinando os artistas ligados aos movimentos de arte popular. Esse é o nascedouro do Grupo Opinião.

## Musicais
A partir de Opinião, Boal inicia o ciclo de musicais no Arena, com Gianfrancesco Guarnieri e Edu Lobo, apresentando Arena Conta Zumbi (1965), primeiro experimento com o sistema curinga onde oito atores se revezam, fazendo todas as personagens. O sucesso de público abre caminho para Arena Conta Bahia, com direção musical de Gilberto Gil e Caetano Veloso, e Maria Bethânia e Tom Zé no elenco.
Em seguida, é encenado Tempo de Guerra, no Oficina, com texto de Boal e Guarnieri, poemas de Brecht e  vozes de Gil, Maria da Graça (Gal Costa), Tom Zé e Maria Bethânia, sob a direção de Boal.
No ano seguinte, é a vez do espetáculo Arena Conta Tiradentes, centrado em outro movimento histórico de luta nacional - a Inconfidência Mineira. Também uma aplicação do sistema curinga, a peça não propõe retratar os fatos de forma ortodoxa e cronológica, mas criar conexões com fatos, tipos e personagens que se referem constantemente ao período pré e pós-1964.
A Primeira Feira Paulista de Opinião, concebida e encenada por Boal no Teatro Ruth Escobar, é uma reunião de textos curtos de vários autores - um depoimento teatral sobre o Brasil de 1968. Estão presentes textos de Lauro César Muniz, Bráulio Pedroso, Gianfrancesco Guarnieri, Jorge Andrade, Plínio Marcos e do próprio Boal. O diretor apresenta o espetáculo na íntegra, ignorando os mais de 70 cortes estabelecidos pela censura, incitando a desobediência civil e lutando arduamente pela permanência da peça em cartaz, depois de sua proibição.
Em 1976, ao escrever a peça Lisa, a Mulher Libertadora, Boal compôs, em parceria com Chico Buarque, a música Mulheres de Atenas, baseada na história das mulheres da Grécia Antiga.  A canção fez grande sucesso, ao ser lançada por Chico em seu disco Meus Caros Amigos.
Em 2018, Clarice Boal organizou a Feira Brasileira de Opinião, em alusão à Feira organizada em 1968 por Augusto Boal. O local escolhido foi o Memorial Luiz Carlos Prestes, em Porto Alegre.

## Exílio
Com a decretação do Ato Institucional nº 5, em fins de 1968, o Arena viaja para fora do país, excursionando, entre 1969 e 1970 pelos Estados Unidos, México, Peru e Argentina. Boal escreve e dirige Arena Conta Bolívar. Em seu retorno, com uma equipe de jovens recém-saídos de um curso no Arena, cria o Teatro Jornal - 1ª Edição, experiência que aproveita técnicas do agitprop e do Living Newspaper, grupo norte-americano dos anos 1930 que trabalhava com dramatizações a partir de notícias de jornal.
A Resistível Ascensão de Arturo Ui, de Brecht, é a última incursão de Boal no sistema curinga, que entretanto não acrescenta grandes novidades na linguagem do grupo.
Em 1971, Boal é preso e torturado. Na sequência, decide deixar o país, com destino à  Argentina, terra de sua esposa, a psicanalista Cecília Boal. Lá permanece por cinco anos e desenvolve o Teatro Invisível. Naquele mesmo ano, Torquemada, um texto seu sobre a Inquisição, é encenado em Buenos Aires.
Em 1973, vai para o Peru, onde aplica suas técnicas num programa de alfabetização integral e começa a fazer o Teatro Fórum. Em 1974, seu texto Tio Patinhas e a Pílula é encenado em Nova York.
No Equador, desenvolve, com populações indígenas, o Teatro Imagem. Esse período é representado por Boal em seu texto Murro em Ponta de Faca.
Muda-se para Portugal, onde permanecerá por dois anos. Ali, com o grupo A Barraca, realiza a montagem A Barraca Conta Tiradentes, 1977. Apresenta também um espetáculo musical "Zumbi", com a participação, entre outros, de Sérgio Godinho e Francisco Fanhais. Lá também escreve Mulheres de Atenas, uma adaptação de Lisístrata, de Aristófanes, com músicas de Chico Buarque.
Finalmente, a partir de 1978 estabelece-se em Paris, onde cria um centro para pesquisa e difusão do teatro do oprimido, o Ceditade (Centre d'étude et de diffusion des techniques actives d'expression). Lá, com ajuda de sua esposa desenvolve um teatro mais interiorizado e subjetivo, o Arco-íris do desejo (Método Boal de Teatro e Terapia).
Enquanto isso, em São Paulo (1978) Paulo José dirige, para a companhia de Othon Bastos, Murro em Ponta de Faca, texto em que Boal enfoca a vida dos exilados políticos.
Boal visita o Brasil em 1979, para ministrar um curso no Rio de Janeiro, retornando, no ano seguinte, juntamente com seu grupo francês, para apresentar o Teatro do Oprimido, já consagrado em muitos países.
Em 1981, promove o I Festival Internacional de Teatro do Oprimido. Volta ao Brasil definitivamente em 1986, instalando-se no Rio, onde inicia o plano piloto da Fábrica de Teatro Popular, que tinha como principal objetivo tornar acessível a qualquer cidadão a linguagem teatral e cria o Centro do Teatro do Oprimido.

### Homenagem
Uma das canções de Chico Buarque é uma carta em forma de música -  uma carta musicada que ele fez em homenagem a Boal, que vivia no exílio em Lisboa, quando o Brasil estava sob a ditadura militar. A canção Meu Caro Amigo, dirigida a ele, foi gravada originalmente no disco Meus Caros Amigos 1976.
Augusto Pinto Boal é Patrono da Presidente/ALB/Piracicaba/SP Academia de Letras do Brasil. A primeira escritora a imortalizar Augusto Boal em Academia de Letras foi a escritora Branca Tirollo aos 12 de agosto de 2009 na cidade de "Piracicaba São Paulo".

## Centro de Teatro do Oprimido-CTO
O Centro de Teatro do Oprimido, surgido em 1986, é um centro de pesquisa e difusão, que desenvolve metodologia específica do Teatro do Oprimido em laboratórios e seminários, ambos de caráter permanente, para revisão, experimentação, análise e sistematização de exercícios, jogos e técnicas teatrais. Nos laboratórios e seminários são elaborados e produzidos projetos sócio-culturais, espetáculos teatrais e produtos artísticos, tendo como alicerce a Estética do Oprimido. O CTO foi a única instituição que teve a direção artística de Augusto Boal nos seus últimos 23 anos de vida.
A filosofia e as ações desta instituição visam à democratização dos meios de produção cultural, como forma de expansão intelectual de seus participantes, além da propagação do Teatro do Oprimido como meio, da ativação e do democrático fortalecimento da cidadania. O CTO implementa projetos que estimulam a participação ativa e protagônica das camadas oprimidas da sociedade, e visam à transformação da realidade a partir do diálogo e através de meios estéticos, tendo o notório e notável saber da metodologia do Teatro do Oprimido. Dessa forma o Centro de Teatro do Oprimido desenvolve projetos na área da educação, saúde mental, sistema prisional, pontos de cultura, movimentos sociais, comunidades, entre outros. Por conta de sua natureza humanística e do potencial do Teatro do Oprimido, está atuante em todo o Brasil e em países como Moçambique, Guiné-Bissau, Angola e Senegal. Equipe do CTO: Coordenação Político-Artística Geo Britto, Coordenação Artístico-Política Helen Sarapeck, Olivar Bendelak, Claudete Felix, Flávio Sanctum, Monique Rodrigues e Alessandro Conceição. Curinga Internacional:  Barbara Santos e Claúdia Simone. Curinga Regional: Claudio Rocha, Kelly di Bertolli e Yara Toscano. Assistente de Curinga; Janna Salamandra. Consultoria de Imagem: Cachalotte Matos. Finanças: Graça Silva. Assessoria Jurídica: Victor Gabriel, Avenida Mem de Sá 31, Lapa, Rio de Janeiro, Brazil. 55 21 2232 5826 / 2215 0503 Mais informações: www.cto.org.br

## Teatro popular e Mandato
Boal preconizava que o teatro deve ser um auxiliar das transformações sociais e formar lideranças nas comunidades rurais e nos subúrbios. Para isto organizou uma sucessão de exercícios simples, porém capazes de oferecer o desenvolvimento de uma boa técnica teatral amadora, auxiliando a formação do ator de teatro.
Em 1993 foi eleito vereador no Rio de Janeiro pelo Partido dos Trabalhadores. Exerceu seu mandato até 1997, aprovando 13 leis que ele cita serem "desejo direto do povo". O livro "Teatro Legislativo" conta em pormenores sobre seu mandato.

## Nobel
Augusto Boal foi indicado ao Prêmio Nobel da Paz em 2008, em virtude de seu trabalho com o Teatro do Oprimido.
Em março de 2009, foi nomeado pela Unesco embaixador mundial do teatro.

## Morte
Augusto Boal morreu na madrugada de um sábado por volta das 2h 40min do dia 2 de maio de 2009, aos 78 anos, no Centro de Tratamento Intensivo do Hospital Samaritano, em Botafogo, na Zona Sul do Rio, por insuficiência respiratória. Boal sofria de leucemia.

## Sobre a importância de Boal para o Teatro
Suas ideias, adotadas em diversas iniciativas em todo o mundo, renderam-lhe um reconhecimento que pode ser expresso nos seguintes comentários, que figuram no seu livro Teatro do oprimido e outras poéticas políticas (ISBN 85-2000-0265-X):
- "Boal conseguiu fazer aquilo com que Brecht apenas sonhou e escreveu: um teatro alegre e instrutivo. Uma forma de terapia social. Mais do que qualquer outro homem de teatro vivo, Boal está tendo um enorme impacto mundial" - Richard Schechner, diretor de The Drama Review.

- "Augusto Boal reinventou o teatro político e é uma figura internacional tão importante quanto Brecht ou Stanislavski." - The Guardian.

## Prêmios
- 1962 – Prêmio PADRE VENTURA, melhor diretor - São Paulo
- 1963 – Premio SACY, melhor diretor, São Paulo
- 1965 – Premio SACY, São Paulo, Brésil
- 1959-1965 – Vários prêmios de Associações de Críticos de Teatro do Rio de Janeiro, Recife, Porto Alegre  e São Paulo
- 1965 – Prêmio MOLIÈRE pelo espetáculo A Mandrágora de Machiavel - Brasil
- 1967 – Prêmio MOLIÈRE pela criação do "Sistema Curinga" - Brasil
- 1971 – OBIE AWARD para o melhor espetáculo off - Broadway. LATIN AMERICAN FAIR OF OPINION, EUA
- 1981 – OFFICIER DES ARTS ET DES LETTRES – Ministère de la Culture, França
- 1981 – Prémio OLLANTAY, de Creación y Investigación Teatral, CELCIT, Venezuela
- 1994 – Prêmio CULTURAL AWARD da cidade de Gävle, Suécia
- 1994 – Medalha PABLO PICASSO da UNESCO
- 1995 – OUTSTANDING CULTURAL CONTRIBUTION - Academy of the Arts -  Queensland University of Technology, Austrália
- 1995 – PRIX CULTURAL - Institut Für Jugendarbeit - Gauting, Baviera
- 1995 – THE BEST SPECIAL PRESENTATION  - Manchester News – UK
- 1996 – Doctor Honoris Causa in Humane Letters, University of Nebraska, EUA
  - TRADITA INNOVARE, INNOVATA TRADERE, University of Göteborg, Suécia
- 1997 – LIFETIME ACHIEVEMENT AWARD,  American Theatre Association in Higher Education, ATHE,  EUA
  - - PRIX DU MÉRITE, Ministère de la  Culture  do Egito
- 1998 – PREMI D´HONOR, Institutet de Teatre, Barcelona, Espanha
  - – PREMIO DE HONOR,  Instituto de Teatro, Ciudad de Puebla, México
- 1999 – Honra ao mérito.  União e Olho Vivo. Brasil.
- 2000 – Proclamation of the City of Bowling Green, Ohio. EUA
  - – Doctor Honoris Causa in Fine Arts, Worcester State College, EUA
  - – Montgomery Fellow, Dartmouth College, Hanover, EUA
- 2001 – Nominated (for July, 2001) DOCTOR HONORIS CAUSA in Literature, University of London, Queen Mary, UK
- International Award for Contribution of Development of Drama Education „Grozdanin kikot“.
- 2002 – Baluarte do Samba, homenagem da Escola de Samba Acadêmicos da Barra da Tijuca
- 2005 – Comendador Governo Federal. Brasil[7]
- 2008 – Crossborder Award for Peace and Democracy. Irlanda[8]

## Livros publicados
- Arena conta Tiradentes. São Paulo: Sagarana,1967.
- Crônicas de Nuestra América. São Paulo: Codecri, 1973.
- Técnicas Latino-Americanas de teatro popular: uma revolução copernicana ao contrário. São Paulo: Hucitec, 1975.
- Teatro do oprimido e outras poéticas políticas. Rio de Janeiro. Civilização Brasileira. 1975.
- Jane Spitfire. Rio de Janeiro: Codecri,1977.
- Murro em Ponta de Faca. São Paulo: Hucitec, 1978.
- Milagre no Brasil. Rio de Janeiro: Civilização Brasileira, 1979.
- Stop: ces’t magique. Rio de Janeiro: Civilização Brasileira, 1980.
- Teatro de Augusto Boal. vol.1. São Paulo: Hucitec,1986.
- Teatro de Augusto Boal. vol.2. São Paulo: Hucitec,1986.
- O Corsário do Rei. Rio de Janeiro: Civilização Brasileira, 1986.
- O arco-íris do desejo: método Boal de teatro e terapia.  Rio de Janeiro: Civilização Brasileira, 1990.
- O Suicida com Medo da Morte. Rio de Janeiro: Civilização Brasileira, 1992
- Teatro legislativo. Rio de Janeiro: Civilização Brasileira, 1996.
- Aqui Ninguém é Burro! Rio de Janeiro: Revan, 1996
- Jogos para atores e não-atores. Rio de Janeiro: Civilização Brasileira, 1998.
- Hamlet e o filho do padeiro. Rio de Janeiro: Civilização Brasileira – 2000
- O teatro como arte marcial. Rio de Janeiro: Garamond, 2003.
- "A Estética do Oprimido". Rio de Janeiro, 2009, numa parceria entre a Funarte, o Ministério da Cultura e a Editora Garamond.

### Obras traduzidas
Em alemão
- Ehemann mager, Frau flachl Verlag der Autoren, 1957.
- Revolution auf südamerikanisch. Verlag der Autoren. 1960.
- José von der Wiege bis zur Bahre. Verlag der Autoren, 1961.
- Arena erzählt Zumbí. Verlag der Autoren, 1965.
- Kriegszeit. Verlag der Autoren, 1967.
- Theaterzeitung, Erstausgabe. Verlag der Autoren, 1970.
- Das große internationale Abkommen des Onkel Sam. Verlag der Autoren, 1971.
- Torquemada (entstanden während seiner Haft in Brasilien). Verlag der Autoren, 1971.
- Mit der Faust ins offene Messer, ISBN 3-88661-035-7

Em dinamarquês
- Lystens regnbue - Boals metode for teater of terapi, Drama, 2000.
- Spil! - øvelser og lege for skuespillere og medspillere, Drama, 1995.
- Teatret som krigskunst (O Teatro como arte marcial). Tradução de Niels Damkjær, 2004.

Em espanhol
- Categorias de Teatro Popular.  Buenos Aires: Ediciones Cepe, 1972.

Em finlandês
- Draamaa ja teatteria yhteisöissä, Ventola & Renlund (toim.), 2005.

Em francês
- Théâtre de l’opprimé. Éditions La Découverte, 1996.
- Jeux pour acteurs et non-acteurs. Éditions François Maspero, 1978.
- Pratique du théâtre de l’opprimé. Centre d’étude et de diffusion des techniques actives d’expression, 1983.
- Stop! c’est magique. Éditions Hachette, 1980.
- Méthode Boal de théâtre et de thérapie. Éditions Ramsay, 1990.
- L’Arc-en-ciel du désir. Éditions La Découverte, 2002.

Em inglês
- Theatre of the Oppressed.  Londres: Pluto Press, 1979.
- Games for Actors and Non-Actors. London: Routledge, 1992.
- The Rainbow of Desire. London: Routledge, 1995.
- Legislative Theatre: Using Performance to Make Politics. London: Routledge, 1998.
- Hamlet and the Baker's Son: My Life in Theatre and Politics.  London: Routledge, 2001.
- The Aesthetics of the Oppressed. London: Routledge, 2006.

Norueguês (bokmål)
- De undertryktes teater, 1974.
- Games for Actors and Non-Actors, 1992.
- The Rainbow of Desire, the Boal Method of Theatre and Therapy, 1995.

Sueco
- De förtrycktas teater, tradução de Marianne Eyre & Loreta Valadares. Stockholm: Gidlund [Sweden], 1979.